# Hans-Joachim Sternhardt

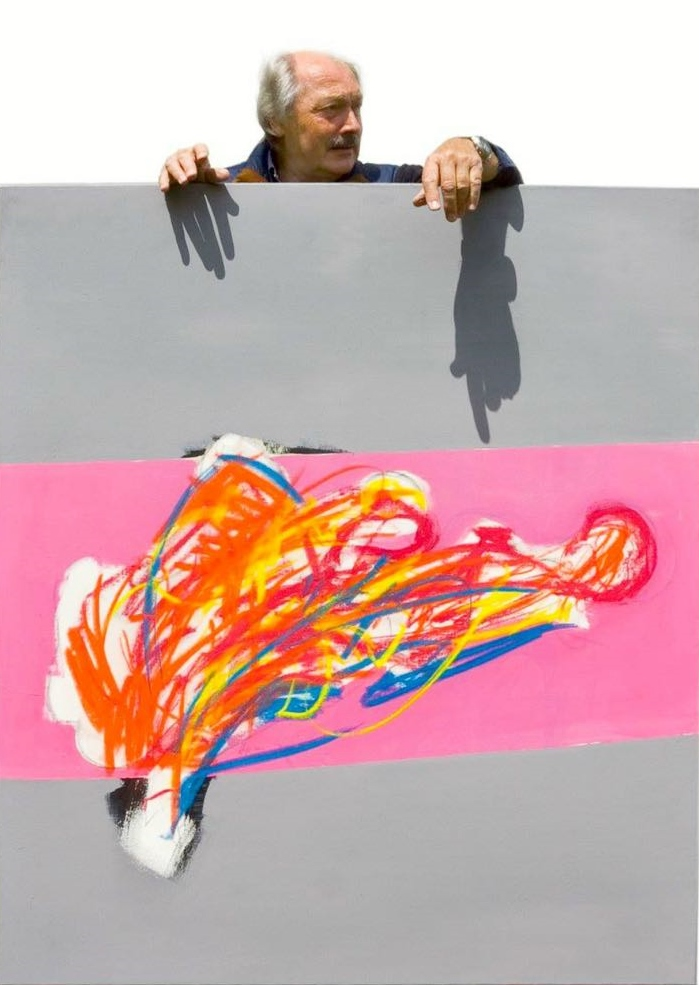
Hans-Joachim Sternhardt (2017)

Hans-Joachim „Hajo“ Sternhardt (* 13. November 1948 in Wiesbaden-Frauenstein) ist ein deutscher Maler und Bildhauer.

## Leben und Ausbildung
Nach Schule und Lehre absolvierte Sternhardt eine Lehre zum Werbegestalter im Atelier Hammesfahr, dies ebnete den Weg zum Studium an der Werkkunstschule Wiesbaden heute Fachhochschule Wiesbaden, das er zwischen 1967 und 1972 absolvierte.
Seine prägenden Lehrer waren Alo Altripp, Oskar Kolb und Robert Preyer, im Aktzeichnen Erwin Schutzbach und in Fotografie Harald Mante, sein Abschluss zum Diplom-Designer erfolgte im Sommersemester 1972.
Aufgrund eines Stipendiums des Landes Hessen studierte Sternhardt von 1972 bis 1973 an der École nationale supérieure des beaux-arts de Paris Zeichnen und Malerei bei Albert Zavaro. Von 1975 bis 1982 dann an der Johannes Gutenberg-Universität Mainz Kunst und Kunstgeschichte für Gymnasien und absolvierte hier sein 1. Staatsexamen. Das 2. Staatsexamen absolvierte er am Studienseminar in Darmstadt, im Jahr 1987 erhielt Sternhardt einen Lehrauftrag an der FHW (Fachhochschule Wiesbaden) im Fachbereich Gestaltung. Danach war er von 1992 bis 2014 als Lehrer am Gymnasium Marienschule Offenbach in Hessen tätig.
Sternhardt war auch immer als freier Maler und Bildhauer tätig.

## Werke
Sternhardts Arbeiten entstanden in den Anfangsjahren meist in seinem Atelier in Wiesbaden-Frauenstein, seine Werke befinden sich im Wesentlichen in Privatbesitz in den USA und Europa.

## Ausstellungen
- 1970: Ausstellung photokina 1970[2]
- 1976: Martinskeller Fa. Racke Bingen[3]
- 1976: Künstlerhaus Eisenturm, Mainz-Gonsenheim[4]
- 1982: Ausstellung Johannes-Gutenberg-Universität[5]
- 1988: Teilnahme Wiesbadener Sommer[6]
- 1988: Klanglandschaft am Warmen Damm Wiesbaden[7]
- 1988: 9. Freiplastikausstellung auf der Ziegelhütte Darmstädter Sezession[8]
- 1988: Erste Einzelausstellung in der Villa Clementine Wiesbaden[9]
- 1989: Einzelausstellung Bellevue Saal Wiesbaden (Kulturamt der Stadt Wiesbaden)[10][11]
- 1990: Einzelausstellung Galerie Papiushof Sulzfeld[12]
- 1990: Galerie Art & Craft  Den Haag, Niederlande mit Alo Altripp,Oskar Kolb[13]
- 1992: Einzelausstellung Galerie Papiushof Sulzfeld[14]
- 1994: Ausstellung Rathaus Bretzenheim[15]
- 1998: Ausstellung Rathaus Wiesbaden Komplementär[16]
- 2007: Ausstellung Lamitie mit Joachim Mende[17]
- 2016: November Ausstellung (Teilnehmer Werkkunstschule Wiesbaden)[18]
- 2017 Ausstellung im Kunsthaus Wiesbaden, Hommage an Robert Preyer mit sechs seiner ehemaligen Schüler: Heide Bastian, Michael Post, Eberhard Riedel, Birgitta Weiss, Hans Zitko[19]